# Cafuziela
Cafuziela é uma comuna rural do sul do Mali da circunscrição de Sicasso e região de Sicasso. Segundo censo de 1998, havia 4 711 residentes, enquanto segundo o de 2009, havia 4 589. A comuna inclui 6 vilas.